# برنارد ساريت

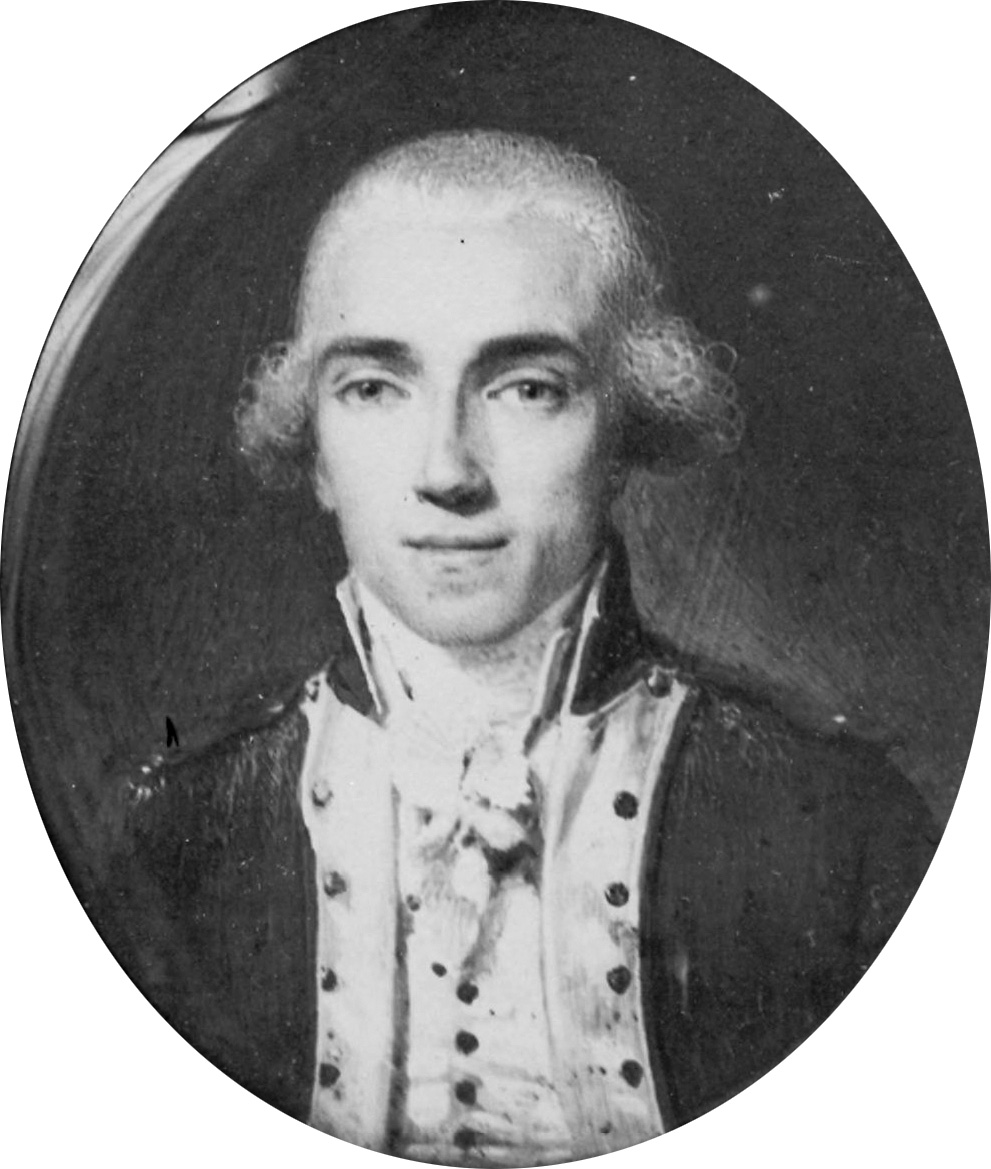
برنارد ساريت

برنارد ساريت (27 نوفمبر 1765 - أبريل 1858)، هو المؤسس الأساسي لمعهد باريس للموسيقى.

## عنه
ولد برنارد في مدينة بوردو الفرنسية، وكان ابنًا لإسكافي، ثم سافر إلى باريس فعمل فيها محاسبًا خلال فترة الثورة الفرنسية، انضم إلى الحرس الوطني، وهناك قاد مبادرة لتشكيل فرقة موسيقية، على الرغم من عدم خبرته الموسيقية.
جمع برنارد ساريت خمسة وأربعين موسيقيًا من مستودع Gardes Françaises، وشكلوا نواة موسيقى Garde Nationale، بالتعاون مع فرانسوا جوزيف كمدير فني. زادت الفرقة إلى ثمانية وسبعين موسيقيًا بقرار من بلدية باريس في مايو 1790 . وعندما واجهت البلدية صعوبات مالية خلال فترة الكومونة، أبقى ساريت الموسيقيين معه ونجح في تأسيس مدرسة مجانية للموسيقى بتمويل من البلدية في يونيو 1792. سجن ساريت لفترة قصيرة من 25 مارس إلى 10 مايو 1794، ولكن الأسباب لا تزال غير واضحة. وفي السنة الثانية، تحولت المدرسة إلى المعهد الوطني للموسيقى بقرار من المؤتمر الوطني الفرنسي، ثم في أغسطس 1795 أصبحت تحت إدارة المعهد الوطني للموسيقى بشكل رسمي واكتسبت اسم "الكونسرفتوار". استعاد ساريت لقب المدير خلال إعادة التنظيم في عام 1800.

## وفاته
تعرض المعهد للإغلاق خلال فترة حكم نابليون الأول في 1815 م ، مما أدى إلى تدهور حالة ساريت، حيث عاش في التقاعد وسط العوز والعزلة خلال السنوات الأربعين الأخيرة من حياته. وتوفي في باريس في 13 أبريل 1858، ودُفن في مقبرة مونمارت.